# Embrun, Ontario
Embrun är en ort i Kanada.   Den ligger i countyt United Counties of Prescott and Russell och provinsen Ontario, i den sydöstra delen av landet, 40 km öster om huvudstaden Ottawa. Embrun ligger 68 meter över havet och antalet invånare är 6 770.
Terrängen runt Embrun är mycket platt. Runt Embrun är det ganska glesbefolkat, med 38 invånare per kvadratkilometer.. Embrun är det största samhället i trakten. 
Trakten runt Embrun består till största delen av jordbruksmark.